# سانری (تگزاس)
سانری، تگزاس (به انگلیسی: Sunray, Texas) یک شهر در ایالات متحده آمریکا با جمعیت ۱٬۹۵۰ نفر است که در تگزاس واقع شده‌است.

## موقعیت جغرافیایی
موقعیت جغرافیایی شهرها و مناطق اطراف به شرح زیر است: